# Colle della Maddalena
Il Colle della Maddalena (Col de Larche in francese) è un valico alpino alto 1996 m s.l.m., che si trova nelle Alpi Occidentali, tra Italia e Francia, separando le Alpi Marittime dalle Alpi Cozie, unendo la valle Stura di Demonte (Italia) con la val d'Ubaye (Francia) e segnando il confine tra i due stati (a qualche centinaio di metri dal colle nel versante italiano vi è il lago della Maddalena).

## Storia

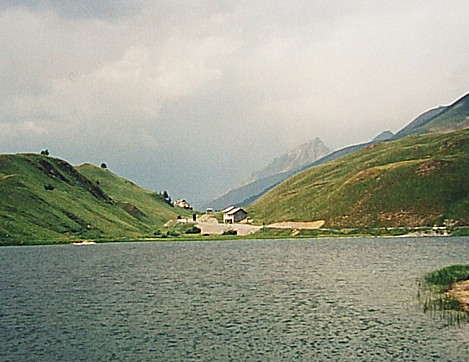
Lago della Maddalena

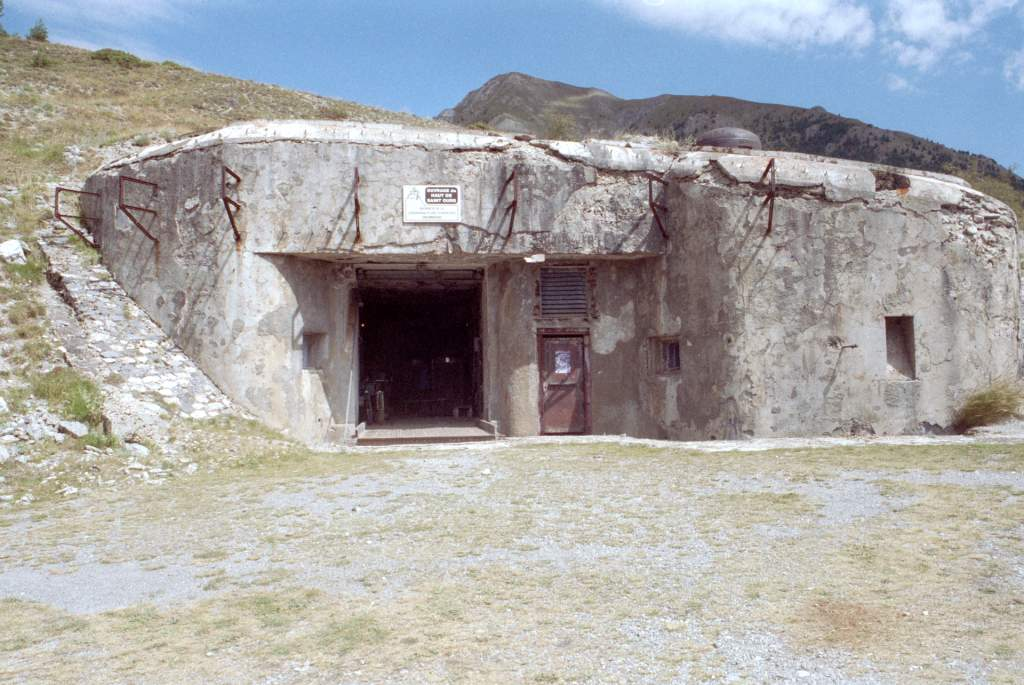
Ingresso del fortino di Sant'Orso, che difende la strada che sale al colle della Maddalena sul versante francese

Il colle aveva una posizione strategica dovuta al fatto che la sua altezza è minore rispetto ad altri valichi che uniscono Italia e Francia. Poteva diventare così una via per una possibile invasione di truppe straniere. 
Qualche storico ha ipotizzato che proprio in questo punto Annibale abbia attraversato le Alpi; questa ipotesi sembra falsa, infatti è probabile il suo passaggio nei pressi del Moncenisio, mentre il trattato storico "Annibale ed i Celti Alpini" colloca il transito per il Colle dell'Autaret sopra Usseglio con dovizia di particolari. Nel 1515 Francesco I di Francia attraversa questo colle per iniziare le sue conquiste in Italia. Durante la guerra di successione austriaca e la Rivoluzione francese l'esercito francese installa dei dispositivi di difesa a Tournoux, incrocio della strada tra la valle dell'Ubaye, il colle di Vars e il colle della Maddalena, per bloccare le armate austriache e piemontesi.
Nel XIX secolo fu costruito il forte di Tournoux, arroccato come un nido d'aquila alla parete, per bloccare un'eventuale armata italiana proveniente dal colle. Nel XX secolo delle fortificazioni in cemento armato (dipendenti dalla linea Maginot delle Alpi) furono aggiunte per il medesimo scopo a Sant'Ours nei pressi di Larche.
Nel 2002 il colle fu teatro di uno dei maggiori teknival della storia italiana e francese.

## Caratteristiche
Vicino alla sommità del colle si trova una stele in onore di Fausto Coppi, che sulla salita del colle diede inizio alla famosa fuga che lo portò a trionfare nella tappa Cuneo-Pinerolo nel Giro del 1949. 
Al colle si trova il rifugio della Pace.